# Siluro

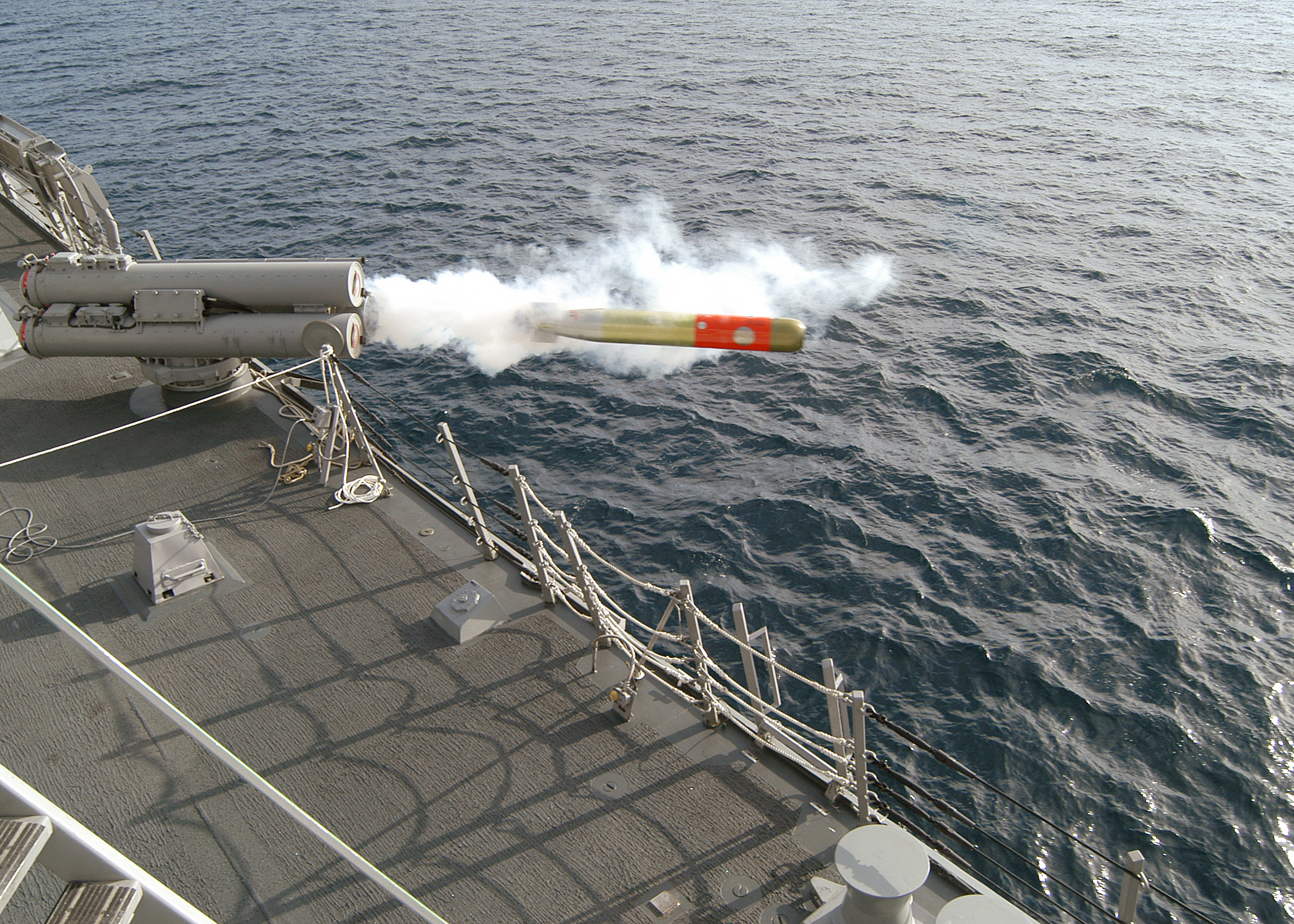
Un lanciasiluri Mark 32 Mod. 15 lancia da nave di superficie un siluro leggero Mark 46 Mod. 5

Il siluro o torpedine è un proiettile esplosivo dotato di propulsione autonoma che, dopo essere stato lanciato sopra o sotto la superficie dell'acqua, opera in immersione, ed è progettato per detonare a contatto o in prossimità di un obiettivo. Può essere lanciato da sottomarini, navi di superficie, elicotteri e aerei.
Il siluro può essere anche utilizzato come parte di un'altra arma: il siluro Mark 46 usato dagli Stati Uniti è parte del sistema antisommergibile ASROC, mentre la mina CAPTOR consiste in una piattaforma immersa che lancia un siluro quando identifica un contatto ostile tramite sonar.

## Etimologia
La denominazione "torpedine" deriva dall'omonimo genere di razze elettriche dell'ordine dei Torpediniformes, denominazione che a sua volta deriva dal latino "torpere", essere rigido o paralizzato. Non c'è peraltro somiglianza di forma tra la razza e la torpedine meccanica.
In ambito navale, il termine "torpedine" per la prima volta fu usato da Robert Fulton, che così battezzò la carica di polvere da sparo rimorchiata usata dal suo sottomarino Nautilus nel 1800-1805 per dimostrare che potesse affondare navi da guerra.
Il termine divenne in seguito di uso generalizzato nel riferirsi a cariche esplosive sommerse e ancorate, sviluppate durante la guerra civile americana da Matthew F. Maury, un ammiraglio confederato. Quest'uso della parola per riferirsi a ciò che oggi chiamiamo "mina navale" durò sino alla prima guerra mondiale.
Il Siluro Bangalore, ideato dall'esercito britannico nel 1912, è un congegno esplosivo cilindrico montato all'estremità di un tubo e usato per aprire varchi nei campi minati o nel filo spinato. Si può considerare una forma terrestre di torpedine.
Il termine "siluro" si riferisce invece alla forma di vari pesci appartenenti all'ordine dei Siluriformi, denominazione a sua volta derivata dal nome greco dell'omonima specie di pesce gatto.

## Storia
Prima dell'invenzione del siluro navale a propulsione autonoma, il termine "siluro" fu applicato a quegli ordigni esplosivi che avevano la caratteristica di essere nascosti, e che noi chiameremmo oggi mina antiuomo, mina terrestre, mina navale, fra le altre.

### Le prime torpedini navali
Anche se il termine "torpedine" venne coniato solo nel XIX secolo, il primo sottomarino, il Turtle (1775) attaccò usando un congegno esplosivo molto simile alle "torpedini" di Fulton. Il Turtle avrebbe dovuto immergersi sotto un vascello britannico, perforarne la chiglia e attaccarvi una bomba. La bomba sarebbe esplosa dopo un tempo prestabilito, presumibilmente con un meccanismo a orologeria. Nel suo unico attacco registrato, contro la HMS Eagle, il Turtle non riuscì a penetrarne la chiglia, in quanto rivestita di rame per resistere all'azione degli organismi marini.
Il primo uso del termine "torpedine" in riferimento a un congegno esplosivo in ambito navale si deve a Robert Fulton che così denominò la carica di polvere da sparo rimorchiata usata dal suo sottomarino Nautilus nel 1800-1805 per dimostrare che potesse affondare navi da guerra. Questo tipo di torpedine rimorchiata, ricoperta di detonatori a contatto, rimase in uso durante tutta la Guerra civile americana. Il sottomarino confederato H. L. Hunley fu originariamente progettato per utilizzare questo tipo di arma.
La guerra civile americana vide l'utilizzo di diversi tipi di torpedini navali, maggiormente da parte dei Confederati, i quali erano in grande svantaggio nei metodi di guerra tradizionali. I modelli più semplici erano torpedini galleggianti, con detonatori a tempo o a contatto, mandati alla deriva lungo la corrente dei fiumi per colpire le forze nemiche più a valle. Come ci si può attendere erano ben poco affidabili. Vennero costruiti diversi tipi di torpedini ancorate, riempiendo barili o damigiane con polvere da sparo e applicandovi detonatori a contatto. Queste potevano essere un pericolo per le navi Confederate, come per quelle dell'Unione, perciò talvolta erano segnalate da una bandiera, che poteva essere rimossa se si temeva un attacco. I fiumi minati dalle torpedini confederate venivano spesso bonificati col semplice espediente di far precedere la flotta da piccole barche guidate da soldati confederati prigionieri, e a conoscenza della localizzazione delle mine.
Vennero anche impiegate torpedini sommerse a detonatore elettrico. Esse avevano il vantaggio di essere controllate da un operatore posizionato sulla riva, cosicché non si correva il rischio di colpire natanti amici, e anzi si poteva scegliere, fra i nemici, il bersaglio da privilegiare. Tuttavia la Confederazione era afflitta da una cronica scarsità di materiali, compreso il platino e il rame per i cavi e le batterie, e i cavi stessi andavano soggetti a frequenti rotture.
Il guardiamarina Giovanni Emanuele Elia, della Marina Italiana, il 21 settembre 1899 riceveva il brevetto per la sua nuova torpedine, sperimentata sulla R. N. Washington.
Le prime torpedini guidate su un obiettivo specifico furono dei tubi esplosivi in cui la carica era posizionata al termine di un'asta lunga una decina di metri che sporgeva, sott'acqua, dalla prua della nave attaccante. Quando diretta contro il vascello nemico e fatta detonare, si poteva causare una breccia nella chiglia, sotto la linea di galleggiamento. Vennero impiegate dal sottomarino H. L. Hunley e dalle torpediniere Confederate di classe David, tra le altre.

### Bombe e mine antiuomo
Durante la guerra civile americana, il termine "torpedine" venne anche utilizzato in riferimento a vari tipi di bomba e dispositivi antiuomo. Il generale Confederato Gabriel Rains mise a punto delle "granate sotterranee" o "torpedini terrestri", ossia granate di artiglieria con detonatori a pressione seppellite lungo le strade su cui si ritiravano le forze Confederate, per ritardare il nemico nell'inseguimento. Erano gli antenati delle moderne mine terrestri. Sebbene i generali dell'Unione pubblicamente deplorassero questi mezzi, il generale Sherman impiegò la stessa tecnica nella sua "Marcia verso il mare".
L'agente segreto Confederato John Maxwell utilizzò un meccanismo a orologeria per detonare una grande "torpedine a orologeria" (una bomba a tempo) il 9 agosto 1864. La bomba era nascosta in una cassa riportante la scritta "candele" e piazzata a bordo di una chiatta dell'Unione carica di munizioni (20-30 000 proiettili di artiglieria e 75 000 colpi per armi leggere) che si trovava ancorata a City Point (Virginia), sul James River. L'esplosione causò danni per oltre due milioni di dollari e la morte di almeno 43 persone.
La "torpedine a carbone" era una bomba della foggia di un masso di carbone, concepita per essere nascosta nei cumuli di minerale destinati al rifornimento delle navi dell'Unione. Una volta immessa nelle caldaie causava un'esplosione.

### Torpedini a propulsione autonoma

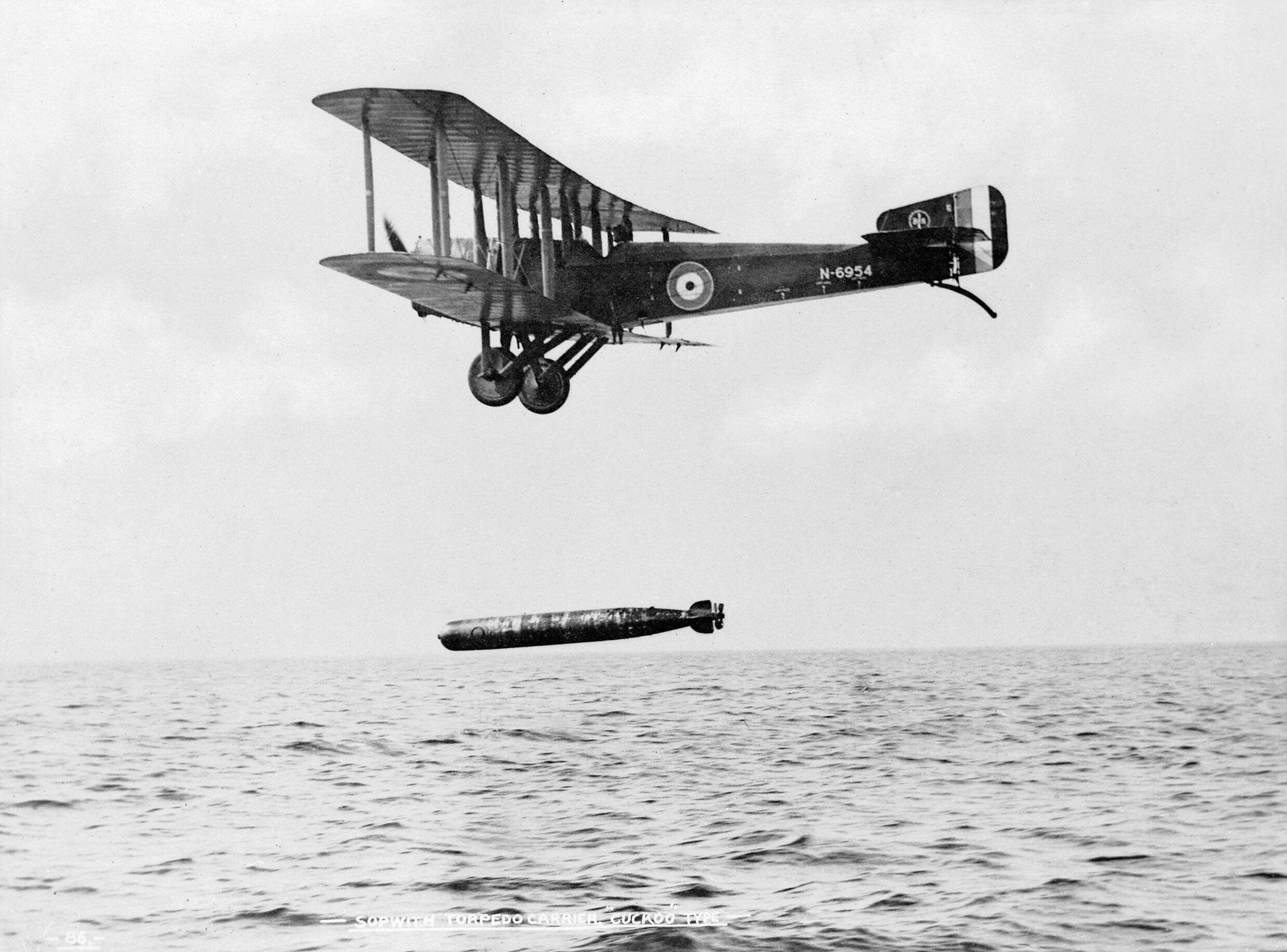
Un siluro lanciato da un Sopwith Cuckoo durante la prima guerra mondiale

Il primo vero siluro si deve al fiumano Giovanni Luppis, un ufficiale della Marina austriaca che aveva pensato a un ordigno galleggiante per la difesa costiera, guidato con funi da terra, che denominò "guardacoste". L'ordigno venne presentato all'imperatore Francesco Giuseppe nel porto di Fiume nel 1860, ma non ebbe ulteriori sviluppi. Luppis conobbe poi Robert Whitehead, un ingegnere e imprenditore britannico direttore dello Stabilimento Tecnico Fiumano, e nel 1864 strinse con lui un accordo per perfezionare la propria invenzione. Whitehead introdusse numerosi e radicali cambiamenti al progetto, che divenne subacqueo e venne denominato Minenschiff. Il primo siluro venne presentato ufficialmente alla Commissione Navale Imperiale il 21 dicembre 1866.
Per la sua invenzione Giovanni Luppis venne nominato nobile col predicato von Rammer (affondatore) con diploma dato in Vienna il 1º agosto 1869 dall'imperatore Francesco Giuseppe.
Dopo che il governo ebbe deciso di investire nell'invenzione, Whitehead impiantò la prima fabbrica di siluri a Fiume. Nel 1870 i due ingegneri perfezionarono i sistemi di propulsione per arrivare a un raggio d'azione di oltre 900 metri, a una velocità di sei nodi, e nel 1881 la fabbrica esportava i suoi siluri in dieci altri Paesi. La propulsione era assicurata da un dispositivo ad aria compressa, e la carica esplosiva era costituita da gloxylina o fulmicotone. Whitehead continuò a lavorare al progetto, dando dimostrazioni di siluri capaci di viaggiare a 18 nodi (1876), 24 nodi (1886) e infine 30 nodi (1890).
Whitehead acquisì i diritti di fabbricazione del giroscopio nel 1890 per migliorare la stabilità delle sue macchine. I suoi siluri si guadagnarono il nome di "Ordigni del demonio".
Nel 1877 l'Ammiragliato britannico gli pagò 15 000 sterline per assicurarsi gli sviluppi futuri, ed egli aprì una nuova fabbrica sull'Isola di Portland nel 1891. Il siluro Whitehead più grande era lungo 5,8 metri, del diametro di 457 mm, in acciaio lucidato o bronzo al fosforo, con una testata di 90 chilogrammi di fulmicotone. L'aria era compressa a circa 90 atmosfere e muoveva due eliche attraverso un motore Brotherhood a tre cilindri. Un considerevole sforzo venne rivolto nel controllo della stabilità sia di direzione sia di profondità.
Il 16 gennaio 1877 il vapore turco Intibah fu il primo naviglio a essere affondato da siluri, a opera di siluranti russe lanciate dalla nave Velikiy Knyaz Konstantin, al comando di Stepan Osipovich Makarov durante la guerra russo-turca.
La prima nave d'alto mare a lanciare un siluro in combattimento, il 19 maggio 1877, fu l'incrociatore britannico HMS Shah che cercò, invano, di affondare il monitore peruviano Huascar.
In un altro fra i primi episodi di uso del siluro, la Blanco Encalada fu affondata per opera della cannoniera Almirante Lynch, durante la Guerra civile cilena il 23 aprile 1891.
Presto le unità siluranti guadagnarono grande considerazione e per controbatterle vennero varate le prime cacciatorpediniere. Anche delle cannoniere, navi di circa mille tonnellate di dislocamento, vennero equipaggiate con siluri.
Attorno al 1897 Nikola Tesla brevettò una barca telecomandata e dimostrò poi la fattibilità dei siluri radiocomandati alla marina degli Stati Uniti. I siluri a guida radio non vennero sviluppati fino agli anni sessanta.

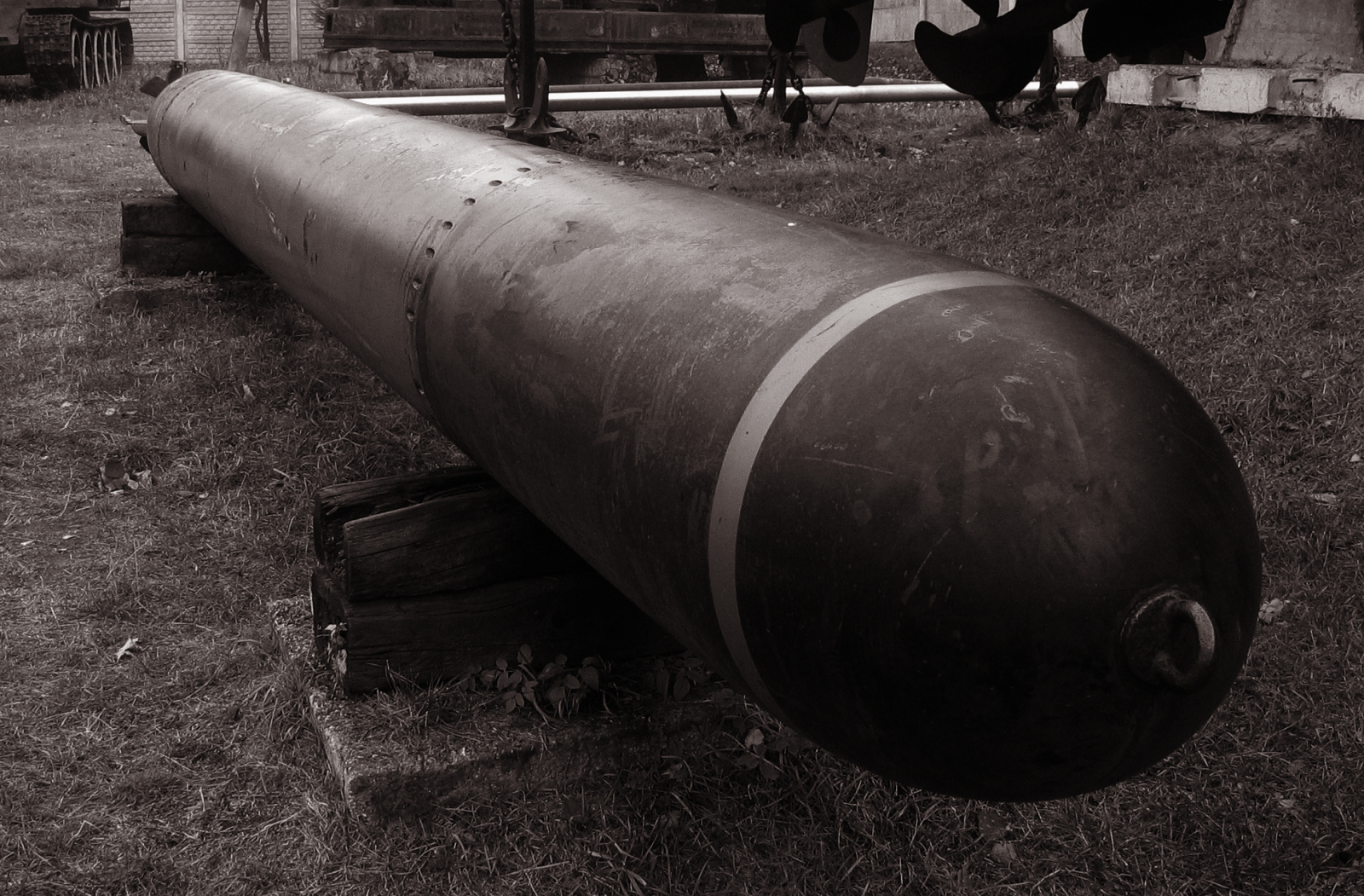
Un siluro

Durante la prima guerra mondiale, il termine "torpedine" assunse il significato odierno di "siluro", ossia proiettili a propulsione autonoma lanciati da una nave o un sottomarino. Più tardi i siluri vennero provvisti anche di dispositivi di guida autonoma.
Negli anni successivi i bilanci ristretti di quasi tutte le marine militari non consentirono di sviluppare oltre quest'arma. Solo i Giapponesi possedevano siluri pienamente collaudati all'inizio della seconda guerra mondiale. Tutte le classi di navi, dai cacciatorpediniere alle corazzate, erano armate di siluri.

Un lancio di siluro da un cacciatorpediniere della Regia Marina negli anni trenta

La visione strategica di tutte le marine militari più importanti consisteva nell'affondamento delle principali unità nemiche, bersagli primari dei sottomarini, in un classico scontro tra le flotte in alto mare. Ciò era in linea con la teoria di Alfred Thayer Mahan, dominante nel pensiero strategico navale dell'epoca. Colpire il naviglio mercantile era proibito dalle regole di guerra. Per via delle pesanti corazzature allora in uso c'era la preoccupazione che i siluri non fossero efficaci: una potenziale soluzione fu un detonatore magnetico che avrebbe fatto sì che il siluro esplodesse "sotto" la nave, squarciandone lo scafo dal basso verso l'alto. In via di principio ciò era corretto: in tal modo si poteva colpire il bersaglio al di sotto della cintura corazzata, massimizzando l'effetto del siluro e sfruttando la maggiore pressione dell'acqua per causare più gravi allagamenti; inoltre si riduceva la dispersione verso l'alto dell'esplosione (la tipica "colonna d'acqua" causata dal siluro). Anche i moderni siluri agiscono nello stesso modo: esplodendo al di sotto della nave causano la concentrazione dell'energia verso l'alto, cioè verso la chiglia, risultando capace nella maggior parte dei casi di spezzare in due lo scafo della nave. La Germania, la Gran Bretagna e gli Stati Uniti svilupparono indipendentemente questo concetto; i siluri tedeschi e americani, tuttavia, soffrirono di problemi ai meccanismi di profondità, insieme a difetti al detonatore magnetico che erano comuni a tutti i progetti.
La mancanza di test sufficienti impedì di rilevare gli effetti del campo magnetico terrestre sulle navi e i meccanismi di scoppio, che risultarono in detonazioni premature, mentre una certa approssimazione fece passare sotto silenzio i difetti. La Kriegsmarine rispose prontamente identificando ed eliminando i difetti. La Royal Navy rimediò ugualmente. Nella marina degli Stati Uniti si accese una disputa sull'argomento. Un difetto di progettazione ne implicava un altro. Prove frettolose avevano consentito a progetti deficitari di entrare in servizio. Una certa tendenza all'insabbiamento, sia all'interno della marina sia al Congresso, impedì di correggere gli errori. Solo dopo venti mesi di guerra nel Pacifico gli Stati Uniti ebbero a disposizione siluri pienamente funzionanti.

## Propulsione

### Ad aria compressa
Il primo siluro del 1866 utilizzava aria compressa come fonte di energia. L'aria era immagazzinata a pressioni fino a 2,5 MPa (circa 25 atm) e inviata a un motore a pistoni che metteva in moto una singola elica ruotante a circa 100 giri al minuto. Era in grado di procedere per circa 180 metri a una velocità media di 6,5 nodi. La velocità e il raggio d'azione dei modelli successivi vennero migliorati aumentando la pressione dell'aria immagazzinata. Nel 1906 Whitehead costruì siluri in grado di viaggiare per quasi 1 000 metri a una velocità media di 35 nodi.
A pressioni più elevate il raffreddamento dovuto all'espansione dell'aria causava problemi di congelamento. A questo fu posto rimedio riscaldando l'aria con acqua di mare prima di immetterla nel motore. Inaspettatamente questo espediente incrementò ulteriormente le prestazioni del motore, grazie all'ulteriore espansione che l'aria subisce con il riscaldamento.
Un limite di tutte le realizzazioni ad aria o a combustibile era la fuoriuscita di gas di scarico, che creavano una scia molto visibile dietro il siluro in corsa, permettendo alle vedette della nave bersaglio di individuare l'arma in arrivo anche a una certa distanza. Imbarcazioni veloci e manovriere (come ad esempio gli incrociatori e i caccia, meno le prime corazzate e i mercantili) potevano manovrare rapidamente per evitare i siluri, in genere accostando nella medesima direzione da cui proveniva la minaccia, mettendo la prua parallela al siluro. Era una manovra complessa e difficile, ma se svolta tempestivamente permetteva di evitare i siluri.

### Siluri "riscaldati"
Il miglioramento delle prestazioni, dato dal riscaldamento dell'aria in decompressione, condusse all'idea di iniettare un carburante liquido, come il cherosene, nel flusso d'aria e incendiarlo. In tal modo l'aria si espande maggiormente e i gas di combustione stessi aumentano il flusso destinato al motore. La costruzione di tali siluri "riscaldati" iniziò attorno al 1904.

#### A riscaldamento d'acqua
Un ulteriore miglioramento al progetto venne dato dall'uso dell'acqua per il riscaldamento della camera di combustione. Ciò non solo risolse i problemi di surriscaldamento, ma aumentò la potenza generata iniettando nel motore il vapore generato insieme coi prodotti della combustione. I siluri con tale sistema di propulsione divennero noti come "a riscaldamento d'acqua" (mentre i siluri senza generazione di vapore, in contrasto, vennero chiamati "a riscaldamento secco"). La maggioranza dei siluri in uso nella prima e seconda guerra mondiale era di questo tipo.

### A ossigeno compresso
La quantità di carburante che un motore di siluro può bruciare dipende dalla quantità di ossigeno trasportata. Poiché l'aria compressa contiene circa il 21% in volume di ossigeno, i progettisti giapponesi svilupparono il siluro Tipo 93 (e poi altri modelli tra i 450 e i 610 mm di calibro) appositamente per i cacciatorpediniere negli anni trenta, che utilizzava ossigeno puro invece che aria compressa, e offrì prestazioni ineguagliate nella seconda guerra mondiale. Il sistema giapponese prevedeva prima un riscaldamento del siluro utilizzando la normale procedura dell'aria calda, poi, quando il motore era a pieno regime, all'aria si sostituiva l'ossigeno, questo provocava anche una notevole diminuzione della scia del siluro, in buona parte composta da bollicine di azoto incombusto, rendendo non solo i siluri molto più prestanti in termini di velocità e di gittata, ma anche più difficili da rilevare. In compenso i siluri a ossigeno liquido erano molto suscettibili a esplodere rovinosamente se colpiti dal tiro nemico, e infatti i cacciatorpediniere giapponesi disponevano di protezioni anti schegge (insufficienti come si vide) per impedire l'esplosione prematura dei propri siluri durante il combattimento.

### A vapore
Derivato dal siluro ad aria compressa era il siluro a vapore. Doveva essere rifornito di vapore surriscaldato dalle caldaie della nave attaccante prima del lancio, il che era uno svantaggio visto che il vapore non poteva essere immagazzinato pronto all'uso.

### A filo
Il siluro Brennan conteneva due fili avvolti attorno a dei tamburi rotanti. Un argano a vapore posto sulla riva metteva in moto i fili che facevano ruotare i tamburi e questi a loro volta le eliche. Tale sistema rimase in uso per la difesa costiera britannica dal 1887 al 1903. La velocità era di circa 25 nodi e il raggio d'azione di oltre 2 400 metri.

### A volano
Un'altra fonte di energia meccanica è il volano. Il siluro Howell, in uso presso la marina degli Stati Uniti alla fine del XIX secolo, era dotato di un pesante volano che veniva messo in moto prima del lancio. Era in grado di viaggiare per circa 750 metri a una velocità media di 30 nodi. Il vantaggio di tale sistema era l'assenza della scia di bolle che caratterizzava i siluri ad aria compressa, il che dava al bersaglio meno possibilità di individuare il siluro in arrivo e di sfuggirgli, inoltre non rivelava la posizione dell'attaccante.

### A propulsione elettrica
Per le stesse ragioni appena citate, i progettisti si applicarono allo sviluppo di un sistema a propulsione elettrica. Nel 1873 John Ericsson inventò un siluro alimentato via cavo da una fonte di energia esterna, poiché le batterie elettriche del tempo non erano sufficientemente potenti.
La Germania fu la prima nazione a schierare un siluro elettrico prima della seconda guerra mondiale, il G7e. Era più lento e con un raggio d'azione minore rispetto alla propria controparte convenzionale G7a, ma privo di scia e più economico da produrre. D'altra parte utilizzava una batteria ricaricabile sensibile ai traumi, richiedeva inoltre manutenzione frequente, e doveva essere riscaldato prima del lancio per le prestazioni migliori. Per superare queste restrizioni si ricercarono altre fonti di energia.
Il modello sperimentale G7ep, uno sviluppo del G7e, usava pile primarie come i moderni siluri elettrici. Le batterie a ossido d'argento sono le più utilizzate nei siluri elettrici del dopoguerra come il Mark 24 Tigerfish o serie DM2. Una batteria del genere non necessita di manutenzione e un siluro con essa equipaggiato può essere immagazzinato per anni senza perdere in prestazioni.

### Moderni sistemi di propulsione
I moderni siluri utilizzano una varietà di fonti energetiche tra cui monopropellenti come l'idrazina e il perossido di idrogeno, e il gas solfuro esafluorato spruzzato su un blocco di litio solido. Alcuni siluri come il russo VA-111 Shkval usano la supercavitazione per incrementare la loro velocità oltre i 200 nodi.

## Classi di siluri e dimensioni
I siluri vengono lanciati con diversi metodi:
- Da un "collare di lancio" montato sul ponte (come sulle siluranti statunitensi dette PT boat nella seconda guerra mondiale, e prima ancora dai MAS italiani della prima guerra mondiale).
- Da un tubo lanciasiluri montato su un supporto mobile (comune nei cacciatorpediniere) o fisso (posto sopra o sotto la linea di galleggiamento delle unità di superficie, come negli incrociatori, nelle corazzate, e nei mercantili armati), o a bordo di un sommergibile.
- Da anelli di tenuta posti a bordo di aerosiluranti o elicotteri.
- Come stadio finale di un'arma composta, con propulsione a razzo o a getto ("siluri assistiti").

Molte marine militari hanno due tipi di siluri distinti in base al peso:
- Siluri leggeri utilizzati primariamente per attacco a breve raggio, montati specialmente sugli aerei.
- Siluri pesanti utilizzati come arma di punta, specie dai sottomarini in immersione.

Per i siluri posizionati sul ponte o lanciati da tubi lanciasiluri, il diametro è ovviamente un fattore chiave nel determinare la possibilità di utilizzare un particolare siluro, similmente al calibro per le armi da fuoco. La lunghezza non è così importante come per una canna di fucile, il diametro è quindi diventato il parametro di classificazione più comune per i siluri.
Lunghezza, peso e altri fattori influenzano anch'essi la compatibilità. Nel caso di siluri lanciati da aerei, i fattori chiave sono il peso, la presenza di punti di aggancio e la velocità di lancio. I siluri assistiti rappresentano lo sviluppo più recente e sono di solito progettati come un pacchetto integrato. Versioni inizialmente nate per aviolancio o lancio assistito sono state talvolta sviluppate a partire da versioni per ponte o tubo lanciasiluri e in almeno un caso fu progettato un tubo lanciasiluri per sottomarino in grado di lanciare siluri per aereo.
Come in tutti i progetti di munizioni, anche in questo campo si cerca un compromesso tra l'esigenza di standardizzazione, che semplifica la produzione e la logistica, e la specializzazione, che tende a rendere l'arma molto più efficace. Piccoli miglioramenti nella logistica o nell'efficacia possono entrambi tradursi in enormi vantaggi operativi.
Alcuni diametri più comuni di siluro (si utilizza la denominazione più comune, metrica o in pollici, e si elencano in ordine di grandezza crescente):
- 12,75 pollici (circa 324 mm), è la misura più comune per i siluri leggeri.
- 16 pollici (406 mm), era la misura dei primi siluri sovietici antisottomarini. I tubi di lancio da 16 pollici erano installati sulle classi Hotel, Echo e i primi esemplari della classe Delta, spesso in aggiunta a tubi da 21 pollici.
- 17,7 pollici (450 mm), era la misura standard per i siluri leggeri della Marina imperiale giapponese. Talvolta ci si riferisce a questa misura come a "18 pollici". I siluri da 18 pollici furono i più impiegati tra il 1880 e il 1916 circa, quando iniziarono a diffondersi veramente i 21 pollici, in precedenza limitati a pochi progetti, i "18 pollici" rimasero però molto impiegati anche in Europa (Italia inclusa) come siluri per le unità leggere (MAS, MS, E-boat, ecc. accanto ai 21 pollici dopo il 1935) e per alcuni sottomarini, sia leggeri, sia pesanti (come la classe Ammiragli della Regia Marina) per crociere molto lunghe contro il traffico mercantile e non militare.
- 480 mm, calibro poco usato, soprattutto dagli USA (Mark 27) come siluro anti sommergibile "pesante" (il MArk 27 fu la prima arma americana autoguidata, in particolare studiata per seguire il rumore delle eliche, e fu in servizio dalla fine del 1944 alla fine degli anni sessanta, rimanendo in magazzino per qualche anno ancora sia in USA sia negli arsenali alleati). Dopo gli anni settanta questo calibro è stato progressivamente abbandonato.
- 21 pollici (533 mm), è la misura più comune per i siluri pesanti, e s'impose nel corso della prima guerra mondiale, comprendendo:
  - I siluri alleati della seconda guerra mondiale.
  - Alcuni siluri della Marina imperiale giapponese.
  - Siluri della Kriegsmarine.
  - Siluri NATO.
  - Alcuni siluri sovietici e russi, compresi gli odierni modelli antisottomarino.
  - I siluri da 550 mm e 500 mm, calibri oggi in sostanziale disuso ma utilizzati dalla marina francese (e ampiamente esportati dalle industrie francesi, soprattutto il primo) tra gli anni immediatamente precedenti alla prima guerra mondiale e il secondo dopoguerra, quando, lentamente, la marina francese si adattò a utilizzare i normali calibri NATO sulle unità di nuova progettazione.
- 24 pollici (610 mm), furono usati dalla Marina imperiale giapponese, il più noto è il Tipo 93 montato su ponte, inoltre alcuni siluri kamikaze Kaiten.
- 650 mm è il maggior diametro utilizzato dalla Marina russa (il Tipo 65). Sono stati messi a punto adattatori per lanciare siluri da 533 mm con tubi da 650 mm.; occasionalmente tale calibro fu impiegato tra il 1905 e il 1920 per le unità maggiori (corazzate, incrociatori da battaglia) tedesche e britanniche, dove era preferito a quelli da 21 pollici per la gittata superiore e paragonabile a quella dell'artiglieria secondaria. Dopo la prima guerra mondiale ci si rese conto che molto raramente (praticamente mai) le unità da battaglia facevano uso di siluri, eliminandoli quindi da queste unità, comunque le corazzate classe Nelson, (varate poco dopo la prima guerra mondiale) disponevano di quattro tubi lancia siluri da 622 mm derivati da quelli da 650mm progettati durante la prima guerra mondiale, ma con un impianto propulsivo ad aria ossigenata (ovvero arricchita d'ossigeno e impoverita d'azoto) e un dispositivo duplex (ovvero esplodevano sia a contatto sia quando passavano sotto una massa metallica).

Siluri di dimensioni ancora maggiori sono stati installati su alcuni sottomarini nucleari: 660 mm (26 pollici), 30 pollici (762 mm) e 36 pollici (circa 914 mm). I tubi di lancio sono stati progettati per lanciare munizioni di grande diametro come missili da crociera, così come il siluro standard da 21 pollici.

## Siluri usati da varie marine

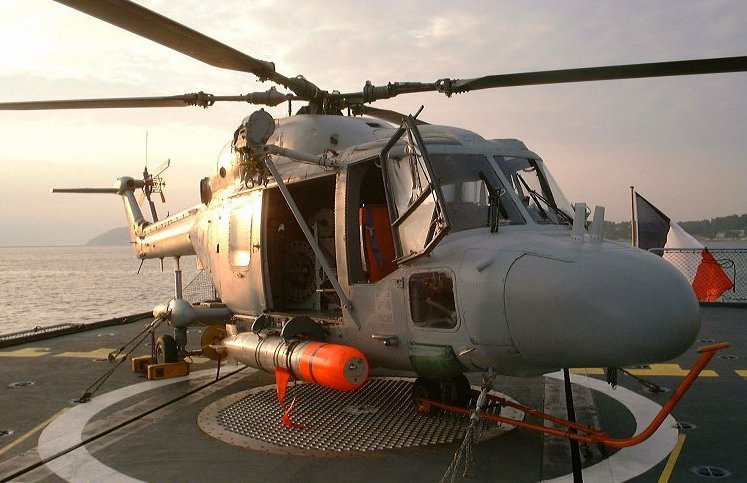
Un elicottero francese Lynx equipaggiato con un siluro Mark 46

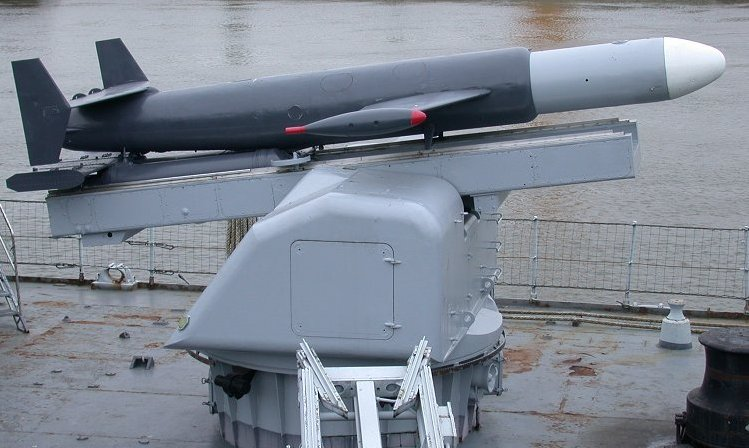
Un missile lanciasiluri Malafon, arma degli anni sessanta

### Marina militare italiana
Calibro 324 mm
- MU 90
- Mark 46
- A244

Calibro 533 mm
- BlackShark
- A184

### Marina statunitense
I quattro maggiori siluri stipati nei magazzini della Marina statunitense sono:
- il Mark 48 pesante,
- il Mark 46 leggero e
- il Mark 50 leggero avanzato.
- il Mark 54.

### Royal Navy
I siluri utilizzati dalla Royal Navy includono:
- il Mark 8
- lo Spearfish
- lo Stingray
- il Mark24 Tigerfish

### Marina imperiale giapponese
I siluri utilizzati dalla Marina imperiale giapponese includevano:
- Type 91
- Type 92
- Type 93
- Type 95
- Type 97
- Kaiten

### Marina tedesca
I siluri utilizzati dalla Kriegsmarine includevano:
- G7a (T1)
- G7e (T3)
- T4 (Falke)
- G7es (Zaunköning)
- T11

### Marina russa
I siluri utilizzati dalla Marina russa includono:
- Tipo 53
- Tipo 65
- VA-111 Shkval

### Marina francese
I siluri utilizzati dalla Marine nationale includono:
- L3 (da navi)
- L4 (da aerei)
- L5 (da navi e sottomarini)
- F17 (da sottomarini)
- F21 (da sottomarini)
- Mk 46 (da velivoli)
- MU-90 Impact (da navi e velivoli)